# Muscoli auricolari
I muscoli auricolari sono tre muscoli che circondano il padiglione auricolare dell'orecchio.
Essi sono:
- Il muscolo auricolare anteriore (Attrahens aurem).
- Il muscolo auricolare superiore (Attolens aurem).
- Il muscolo auricolare posteriore (Retrahens aurem).

## Azione
Negli altri animali questi muscoli servono per puntare le orecchie nella direzione del suono che attrae l'attenzione; nell'uomo invece, tutto quel che possono fare è al massimo di spostare leggermente l'orecchio.